# Fabiana Corsi Zuelli
Fabiana Corsi Zuelli (Ribeirão Preto) é uma cientista brasileira. Em 2024, recebeu o prêmio USERN Prize na categoria Ciências Médicas pelos seus estudos sobre mecanismos imunológicos nas psicoses.

## Biografia
Filha de um biomédico, Fabiana conhecia laboratórios de pesquisa desde a infância, o que motivou sua carreira científica. Fez seu ensino fundamental e médio em escola pública.
Ingressou na graduação em Enfermagem em 2009. Nesta etapa, fez Iniciação Científica na área da saúde mental na atenção primária à saúde, e recebeu bolsas para estudos pré-clínicos, um envolvendo mecanismos inflamatórios relacionados a inflamação geral, e outro pesquisando depressão. Fez intercâmbio para o Canadá com financiamento da Bolsa Mérito Acadêmico da USP, e depois na Inglaterra, pelo Ciência sem Fronteiras.
Entrou no mestrado em neurociência em 2016, no programa de pós-graduação em neurologia e neurociências na Faculdade de Medicina de Ribeirão Preto, e pesquisou a relação entre psicoses e fatores biológicos e ambientais. Em 2024, se tornou doutora pela Faculdade de Medicina de Ribeirão Preto (FMRP) da USP.
Em uma linha de pesquisa, Fabiana e colaboradores relacionam pacientes com primeiro episódio de psicose com o aumento de proteínas inflamatórias chamadas citocinas e fatores ambientais como maus-tratos na infância e uso de cannabis. O estudo identificou associação com sintomas psiquiátricos tidos como transdiagnósticos, como a redução do prazer e motivação. Foi orientada pela professora Cristina Marta Del-Ben, da FMRP, em projeto coordenado por Paulo Rossi Menezes, da Faculdade de Medicina da USP. A identificação destes mecanismos biológicos pode ajudar a traçar novas terapias.
Fabiana foi selecionada para fazer um pós-doutorado na Universidade de Oxford em 2025 para investigar mecanismos celulares imunológicos ligados às psicoses.

## Prêmios e homenagens
Fabiana já teve reconhecimentos da Schizophrenia International Research Society, Society for Biological Psychiatry e World Federation of Societies of Biological Psychiatry. Em maio de 2024, Fabiana recebeu o Elsevier Award pela Psychoneuroimmunology Research Society.
Em 2024 se tornou a primeira brasileira a receber o prêmio da Universal Scientific Education and Research Network (USERN, Rede Universal de Educação Científica e Pesquisa), que reconhece cientistas de até 40 anos em qualquer novo avanço ou conquista na educação científica, pesquisa ou serviço à humanidade em cinco campos. O júri considera o impacto científico do cientista, suas publicações, citações, trajetória e suas colaborações. Fabiana recebeu o prêmio pelo campo das ciências médicas, e agradeceu a colaboração da Fapesp, do CNPq e de colaboradores da USP